# Bánh đúc
Bánh đúc là một loại bánh của Việt Nam, thường được làm bằng bột gạo (tại miền Bắc và miền Trung) hoặc bột năng (miền Nam) với một số gia vị. Bánh được làm thành tấm to, khi ăn thì cắt nhỏ thành miếng tùy thích.
Là món ăn dân dã thịnh hành khắp ba miền, bánh đúc ăn giòn, mát, mịn, no bụng mà lại dễ tiêu, dễ làm và giá thành cũng rất rẻ. Không chỉ được ăn như một thức quà quê, bữa ăn sáng mà điển hình là bánh đúc chấm tương, bánh đúc cũng có thể ăn kèm với canh riêu cua, rau thơm, mắm tôm, mật ong, mật mía, mứt trái cây và thậm chí cả cá kho, thịt kho tùy thích. Từ loại bánh đúc thuần túy chỉ được bằng bột gạo pha với nước vôi trong ngai ngái mùi vôi, bánh đúc cũng đã có nhiều biến tấu như bánh đúc cẩm thạch, bánh đúc lạc, bánh đúc dừa, bánh đúc ngô v.v.

## Quy trình thực hiện
Quy trình thực hiện bánh đúc, dù với nhiều biến thể, về cơ bản bao gồm 3 công đoạn: làm nước ngâm gạo, chuẩn bị bột và đun bánh. Dưới đây chỉ trình bày món bánh đúc bột gạo, là món cơ bản và phổ biến nhất trong họ bánh đúc.
Nước ngâm gạo được làm bằng nước vôi trong hoặc nước tro. Vôi tôi (loại vôi mềm nhuyễn để trộn vữa xây nhà, và các cụ ở Việt Nam ngày xưa thường dùng ăn trầu) được pha với nước, thường với tỷ lệ 1 lít nước 10g vôi. Khuấy đều để lắng và chắt lấy nước vôi trong. Với nước tro, người ta thường lấy tro bếp, loại tro đun củi hoặc lá cây không lẫn tạp chất của các loại nhiên liệu khác, sàng sảy thật kỹ và hòa vào nước ngâm gạo. Một số nơi cầu kỳ còn sử dụng các loại cành xoan, cành bưởi, lá si, dây tầm gửi v.v. để đốt thành tro và lấy tro đó hòa nước.
Chọn loại gạo ngon, tùy loại gạo sẽ quyết định chất lượng bánh (độ dai, giòn, nở; màu sắc; hương vị). Gạo được vo, đãi sạch và ngâm trong nước vôi trong hoặc nước tro đã nói ở trên trong một thời hạn nhất định có thể mười tiếng đồng hồ hoặc vài ngày (tùy địa phương, tùy loại gạo) cho đến khi tay bóp hạt gạo thấy bở tơi. Sau đó gạo được đem xay lẫn với nước cho ra bột nước. Bột lại xay đi xay lại vài lần cho đến khi thật nhuyễn mịn và sau đó còn được lược qua rây cho sạch tạp chất.
Để tạo độ dai giòn của bánh có khi người ta còn dùng cả hàn the hòa lẫn vào bột dù rằng đây là phụ gia không đảm bảo vệ sinh an toàn thực phẩm.
Nồi được láng một chút mỡ nước để bột không dính đáy, đổ bột vào và bắc lên bếp đun nhỏ lửa, khuấy thật đều tay và liên tục sao cho bột không vón, không khê, không sát nồi, cho đến khi bột trong nồi đặc sệt lại, trở nên trong mượt, hớt một đũa bột lên thấy bột chảy xuống không dính đũa, thì tắt bếp. Rất thường thấy bánh đúc bột gạo này còn kết hợp với lạc nhân luộc chín bóc vỏ và cơm dừa xắt vụn. Khi đó lạc và dừa được thêm vào nồi bột trước thời điểm nhấc nồi xuống.
Dùng dầu ăn, nước mỡ lợn hoặc chút óc lợn tán nhuyễn thoa đều lên lòng một cái đĩa to, hoặc các khuôn bánh. Đổ bột vào với độ dày khoảng 3–5 cm. Để nguội thành phẩm sẽ đông cứng lại và có thể xắt miếng để ăn kèm các thực phẩm khác (tương, mật, cá kho, canh cua, đậu phụ rán, thịt lợn luộc v.v.).

## Một số loại bánh đúc

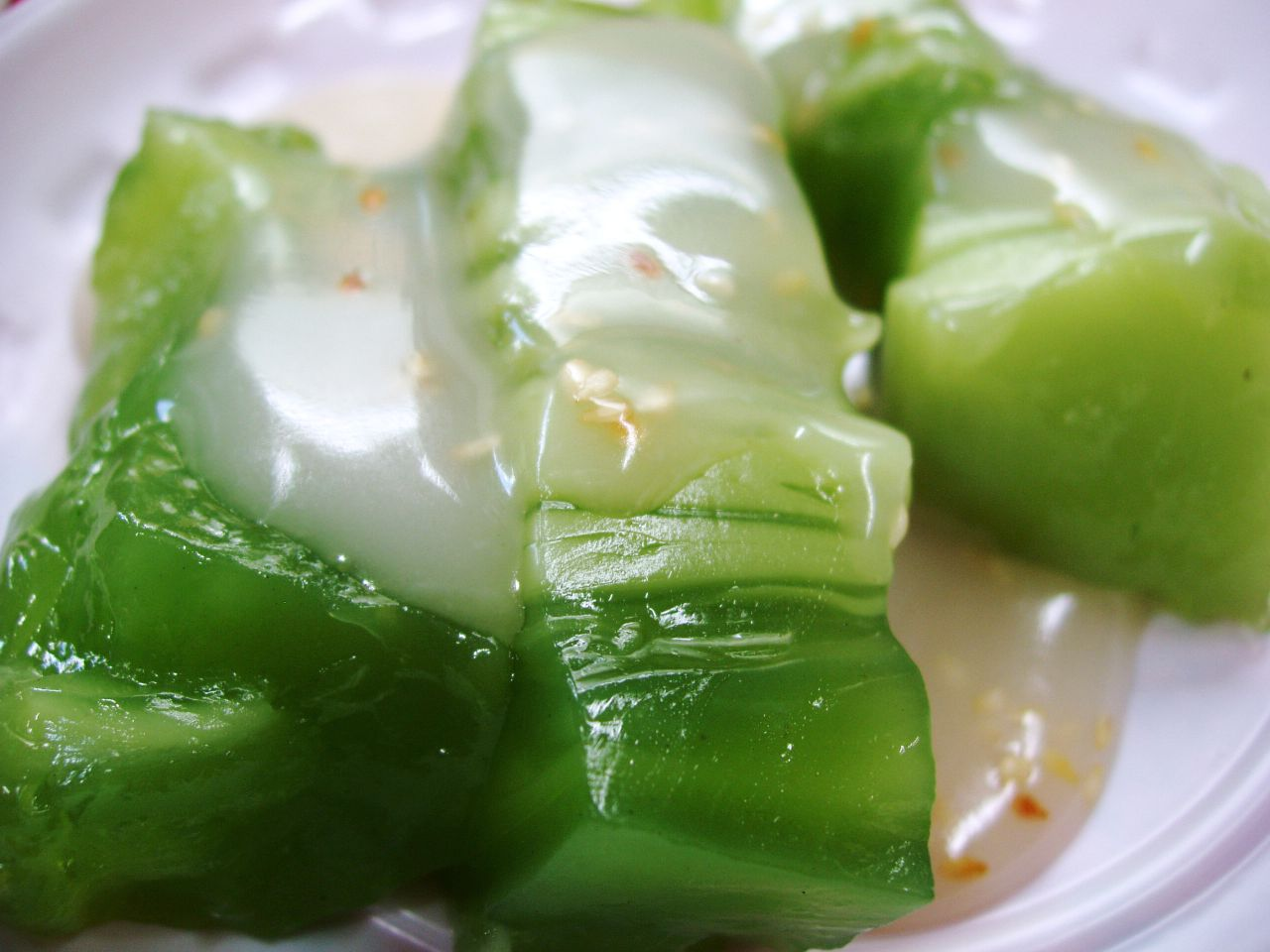
Bánh đúc kiểu miền Nam với nước cốt dừa, mè, nhuộm màu bằng lá dứa thơm (Pandanus amaryllifolius).

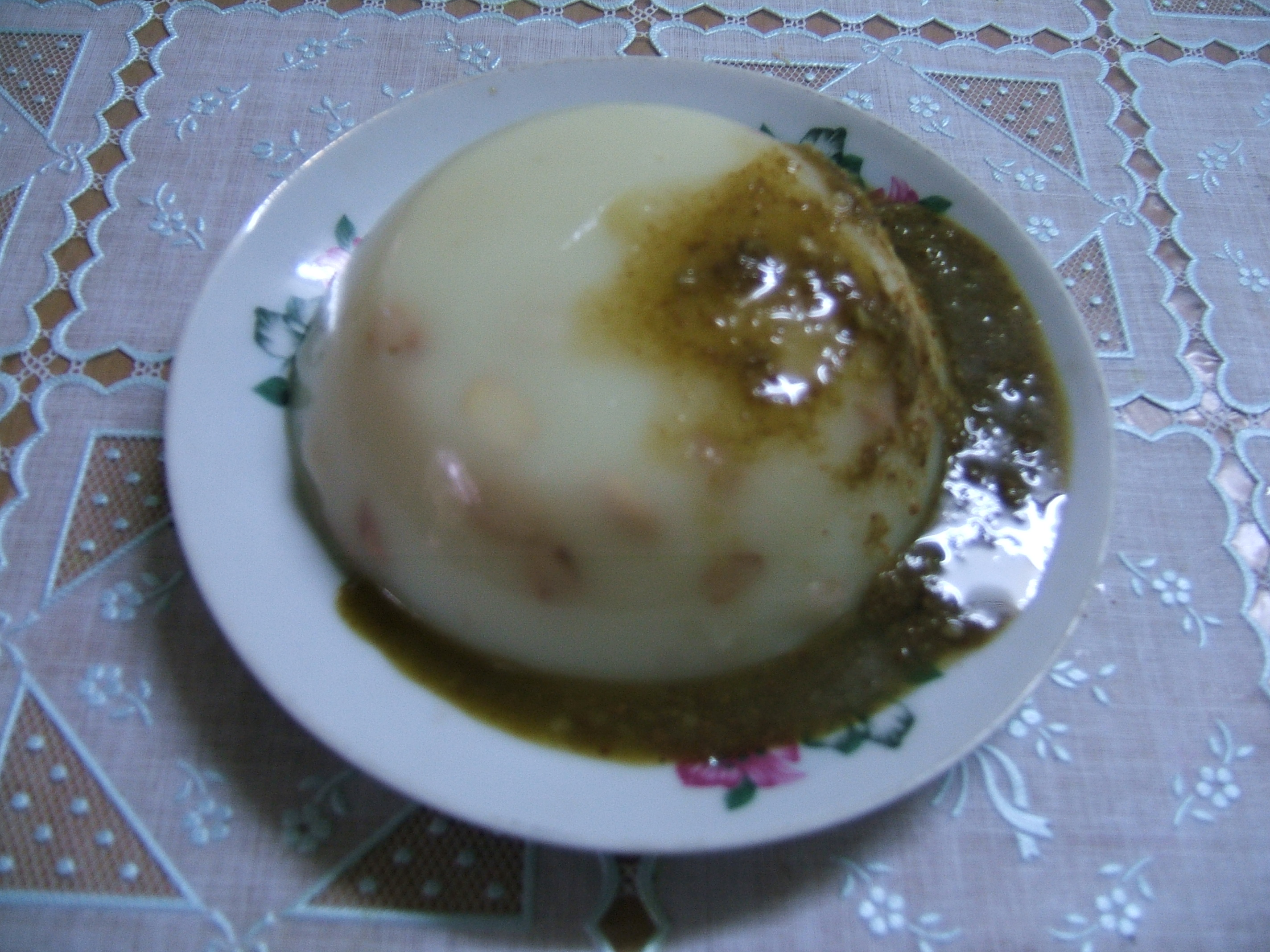
Bánh đúc lạc ăn với tương

- Bánh đúc bột gạo: loại phổ biến nhất, chỉ dùng bột gạo ngâm nước vôi hoặc nước gio đun chín và để nguội thành bánh.
- Bánh đúc tàu: phổ biến ở Hải Phòng. Được làm từ bột gạo, bột năng, nhân có thịt nạc băm, tôm cắt hạt lựu, cà rốt, củ cải trắng.
- Bánh đúc bột năn dòn trong: Dùng bột năng làm bánh, thịnh hành tại miền Nam Việt Nam.
- Bánh đúc gân đá cẩm thạch[5]: Bánh làm bằng bột năng và dùng lá dứa tạo màu. Thường ăn với mật. Quy trình làm bánh này thường bao gồm 2 nồi bột trong đó có một nồi bột trắng và một nồi bột màu, đổ thật khéo để bánh trong khuôn có lớp màu xanh và lớp màu trắng.
- Bánh đúc lạc: bánh nấu từ bột gạo trộn lẫn lạc nhân đã luộc chín bóc vỏ, thường ăn với tương. Thịnh hành khắp các chợ miền Bắc Việt Nam. Một số nơi còn dùng thêm chút cơm dừa xắt miếng mỏng hoặc nhuyễn trộn lẫn bột trong nồi bánh trước khi đổ ra khuôn.
- Bánh đúc khoai môn - làm bằng khoai môn
- Bánh đúc mặn: bột gạo với bột năng hòa lẫn đổ khuôn từng chiếc bánh, hấp chín. Trút ra đĩa và ăn kèm ruốc tôm chấy, hành lá xắt nhuyễn phi thơm.
- Bánh đúc ngô: Làm từ bột ngô xay. Quy trình về cơ bản cũng tương tự bánh đúc bột gạo. Tại các vùng dân tộc thiểu số vùng Thượng du phía Bắc Việt Nam món mèn mén làm từ bột ngô đồ chín cũng tương tự món bánh đúc ngô.
- Bánh đúc nộm: Ăn chung với nộm, vừng rang, giá trần.
- Bánh đúc nham: Tương tự bánh đúc nộm nhưng thay giá trần bằng hoa chuối thái lát. Ăn kèm chút mắm chưng.
- Bánh đúc mỡ hành: Ăn với hành phi mỡ, đậu rán.
- Bánh đúc chấm tương: Bánh đúc ăn kèm tương bằng cách rưới nước tương lên bánh đã bẻ vụn trong bát hoặc chấm từng miếng bánh vào bát tương. Có thể kèm chút ớt tươi.
- Bánh đúc nước dừa: Thịnh hành tại miền Nam, nấu với nước dừa.
- Bánh đúc nước cốt dừa: miền Nam, nấu với nước cốt dừa.
- Bánh đúc hến[6]: bánh thường làm bằng gạo gié đỏ, màu hơi hồng. Bánh được xắt miếng chữ nhật cỡ 2 ngón tay. Hến luộc lấy nước chan bánh, và thịt hến xào với hành mỡ. Gia vị là mùi tàu thái nhỏ và ớt tươi thật cay.
- Bánh đúc nóng: Bánh đúc ăn khi còn nóng, khác với đa phần bánh đúc ăn nguội, kết hợp với hành phi, rau và thịt.
- Bánh đúc riêu cua: Bánh đúc không nhân thái sợi mỏng, khi ăn chan với canh riêu cua nóng.

## Trong văn hóa
Bánh đúc mà đổ ra sàng
Thuận anh, anh bán, thuận nàng, nàng mua.
Đây là cách nói bóng bẩy ủng hộ chuyện gái trai của lớp trẻ. Dùng để đáp lại người nào tuổi đã già, thời trẻ đã qua, thấy mình thiệt thòi, hay lên giọng phê phán dạy đời.
Bánh đúc đã đổ ra sàng thì mời cả làng, ai ăn chẳng được. Con gái, con trai đến thì đến lứa thì phải có chuyện yêu đương, miễn là thuận lòng, thuận ý, cớ gì cứ phải "nâng tầm quan điểm"
Bánh đúc làng Điền góp tiền mà mua.
Ý nói bánh ở đấy ngon, đáng đồng tiền mua. Làng Điền là một làng thuộc xã Tam Hiệp, huyện Phúc Thọ, Hà Nội.
Rau cần kẻ Trúc, bánh đúc chợ Chay.
Hai đặc sản, trong đó chợ Chay thuộc Hà Tây cũ.
Nâu kẻ Sặt, vải kẻ Núc, bánh đúc lại Đổng.
Đổng thuộc thuộc huyện Thạch Thất, Hà Nội. Ý quảng cáo cho các sản phẩm của những địa điểm đó.
Bánh đúc bẻ ba, mắm tôm quệt ngược
Bánh đúc ăn 3 người thì có vẻ ngon. Cũng như cách nói "chè tam, tửu tứ".
Bánh đúc (ăn với) cá kho, bán bò (mà lo) trả nợ
Ý nói ăn bánh đúc với cá kho thì ngon đến nghiện tới mức hết tiền phải bán bò mà trả nợ.
Mấy đời bánh đúc có xương
Mấy đời dì ghẻ lại thương con chồng
Hoán dụ đúc kết kinh nghiệm về mối quan hệ "mẹ kế (dì ghẻ) - con riêng của chồng".
Bánh đúc mát cái mát của Đông Phương, thâm trầm và hiền lành chứ không rực rỡ và kêu gào ầm ĩ.
Lời bình luận về món bánh đúc của nhà văn Vũ Bằng trong cuốn Miếng ngon Hà Nội.